# Рибикофф, Абрахам
Абрахам Александр Рибикофф (англ. Abraham Alexander Ribicoff; 9 апреля 1910, Нью-Бритен, штат Коннектикут, США — 22 февраля 1998, Нью-Йорк, США) — американский государственный деятель, министр здравоохранения, образования и благосостояния США (1961—1962).

## Биография

### Образование и начало политической карьеры
Родился в рабочей семье ашкеназских еврейских иммигрантов, прибывших в США из Cлонима. После окончания средней школы он работал в течение года на ближайшем заводе компании G. E. Prentice, чтобы получить дополнительные средства для обучения в колледже.
Окончил юридический факультет Нью-Йоркского университета, а в 1933 г. — степень бакалавра права Чикагского университета. В течение третьего года работал редактором факультетского издания «Правовой обзор Чикагского университета» (The University of Chicago Law Review). По завершении обучения бал аттестован в качестве адвоката; сначала работал в адвокатском офисе Хартфорда, в затем открыл собственную юридическую практику (в Кенсингтоне, затем в Хартфорде).
Свою политическую карьеру начал с избрания в Палату представителей штата Коннектикут, в составе которой он оставался до 1942 г. С 1941 по 1943 гг. и с 1945 по 1947 гг. был судьей полицейского суда Хартфорда. Во время своей политической карьеры являлся протеже влиятельного председателя Демократической партии Соединенных Штатов Джона Моран Бейли.

### В Конгрессе США и на посту губернатора
C 1949 по 1953 гг. избирался членом Палаты представителей конгресса США. Входил в состав комитета по иностранным делам, придерживаясь внешней и внутренней политики администрации Трумэна. Вообще либеральный в своем мировоззрении, он удивил многих, отвергнув ассигнования на строительство плотины в Энфилде, штат Коннектикут, на сумму 32 миллиона долларов и утверждая, что деньги лучше потратить на военные нужды и внешнеполитические инициативы, такие как «План Маршалла».
В 1952 г. неудачно баллотировался в Сенат, проиграв Прескотту Бушу.
В 1955—1961 гг. — губернатор штата Коннектикут. На этом посту успешно организовал работу по ликвидации последствий наводнений, произошедших в конце лета и осенью 1955 г. и оказанию помощи пострадавшим районам. Выступал за увеличение государственных расходов на школы и программы социального обеспечения. Он также поддержал поправку к конституции штата, которая позволила местным муниципалитетам получить больше полномочий. После уверенного переизбрания в 1958 г. он активизировался на национальной политической арене, став одним из первых публичных должностных лиц, которые поддержали президентскую кампанию Джона Кеннеди.

### Министр США и сенатор
После избрания Кеннеди на пост главы государства политику было предложено самому выбрать министерский пост. По свидетельству очевидцев, он отказался от должности генерального прокурора, опасаясь, что, будучи евреем, может спровоцировать ненужные споры в рамках нового движения за гражданские права, и вместо этого решил стать министром здравоохранения, образования и благосостояния США. Несмотря на то, что ему удалось добиться пересмотра закона «О социальном обеспечении» 1935 г., который либерализовал требования к фондам помощи детям, ему не удалось получить одобрение законопроектов о медицинской помощи и школьной помощи. В конце концов он устал от попытки управлять министерством, раздутый аппарат которого сделал его, по мнению Рибикоффа, неуправляемым.
С 1963 по 1981 гг. — сенатор США от штата Коннектикут. Сначала поддерживал политику Линдона Джонсона, однако в конечном итоге стал противником войны во Вьетнаме, полагая, что проводимый им курс истощает крайне необходимые ресурсы, необходимые для реализации внутриполитических программ развития.
Вместе с борцом за права потребителей Ральфом Нейдером стал одним из инициаторов принятия закона «О безопасности дорожного движения» (1966), который создал Национальную администрацию безопасности дорожного движения. Агентство отвечало за введение новых стандартов безопасности в самих автомобилях, поскольку сенатор считал, что ответственность водителя при предыдущих подходах к решению данной проблемы является чрезмерной. Также оставил такие либеральные вопросы, как школьная интеграция, благотворительность и налоговая реформа и защита потребителей.
На съезде Демократической партии США в Чикаго в августе 1968 года озвучил предложение номинировать в президенты антивоенного кандидата Джорджа Макговерна. Рибикофф облёк это в критику жестокого разгона протестов у помещения съезда: «При президенте Макговерне мы бы не использовали тактику гестапо на улицах Чикаго».
Во время Национального конвента Демократической партии (1972) отклонил предложение Джорджа Макговерна стать его кандидатом на пост вице-президента, публично заявив, что у него нет никаких амбиций на высшую должность.
В 1974—1981 гг. возглавлял сенатский комитет по государственным делам. В мае 1979 г. объявил о своем намерении уйти в отставку в конце своего третьего срока на этом посту.
В 1978 г. возглавил делегацию сенаторов США, посетивших СССР и встречавшихся с Леонидом Брежневым. По просьбе Рибикоффа для него была организована поездка в город его родителей — белорусский Слоним.
В 1981 г. завершил свою политическую карьеру и занял должность специального адвоката в юридической фирме Нью-Йорка Kaye Scholer LLP. Являлся сопредседателем Комиссии по перестройке и закрытию (1988), рекомендовавшей закрыть 17 крупных военных баз Соединенных Штатов.
Рибикофф — автор ряда книг «Политика: американский путь» (1967); «Америка может это сделать» (1972), «Система здравоохранения в Америке» (1972).
Похоронен на кладбище Корнуолл в Корнуолле, штат Коннектикут.